# Вальсбург
Вальсбург (нім. Wahlsburg) — сільська громада в Німеччині, знаходиться в землі Гессен. Підпорядковується адміністративному округу Кассель. Входить до складу району Кассель.
Площа — 11,43 км2. Населення становить Невірний параметр metadata 06 633 027 ос. (станом на 31 грудня 2020).